# Bollate
Bollate é uma comuna italiana da região da Lombardia, província de Milão, com cerca de 46.244 (Cens. 2001) habitantes. Estende-se por uma área de 15 km², tendo uma densidade populacional de 3.100 hab/km². Faz fronteira com Paderno Dugnano, Senago, Garbagnate Milanese, Arese, Cormano, Novate Milanese, Baranzate, Milano.

## Demografia
| Variação demográfica do município entre 1861 e 2011                               |
|                                                                                   |
| Fonte: Istituto Nazionale di Statistica (ISTAT) - Elaboração gráfica da Wikipedia |